# Zellersee (Kißlegg)
Der Zellersee (auch Zeller See) ist ein Standgewässer im Gebiet der baden-württembergischen Gemeinde Kißlegg im Landkreis Ravensburg in Deutschland.

## Lage
Der rund zehn Hektar (ha) große Zellersee gehört naturräumlich zum Westallgäuer Hügelland. Es liegt auf einer Höhe von 642 m ü. NHN westlich des Ortsmitte und östlich der Bahnlinie nach Wangen in den Gemarkungen Kißlegg und Sommersried.

## Beschreibung
Der gegen Ende der Würmeiszeit vor 16.000 Jahren entstandene Zellersee ist eng mit der Ortsgeschichte Kißleggs verbunden. Bereits im Jahr 824 wird eine am Ufer des damaligen Sees errichtete Klosterzelle („Zelle am See“) erstmals urkundlich erwähnt. „Radpodiszella“ und „Kißleggzell“ waren die ersten Ortsnamen der sich daraus entwickelnden Siedlung.
Heute ist der Zellersee ein begehrtes Fischwasser und wird als Angelgewässer genutzt. Weitere, wegen der ortsnahen Lage für den Naturschutz problematische Nutzungen stellen der Badebetrieb im Sommer und das Eislaufen im Winter dar. Aufgrund der schlechten Wasserqualität wurde der Zellersee in das „Aktionsprogramm zur Sanierung oberschwäbischer Seen“ des Regierungspräsidiums Tübingen aufgenommen.

## Hydrologie
Der Zellersee bedeckt eine Fläche von 10,2 ha und nimmt den Zufluss eines 27,5 km² großen Einzugsgebietes auf, vor allem über Ober- und Schlingsee. Sein Abfluss läuft über die Wolfegger Ach in die Schussen. Die tiefste Stelle im See liegt 5,5 m unter seinem Spiegel, im Mittel ist er 3,2 m tief und er hat ein Volumen von etwa 327.000 m³.

## Ökologie
| Jahr                        | 1992 | 1993 | 1998* | 2004 |
| --------------------------- | ---- | ---- | ----- | ---- |
| Gesamt PO4-Phosphor (µg/l)  | 112  | 93   | 135   | 79   |
| Chlorophyll a (µg/l)        | 55   | 49   | 28    | 29   |
| Chlorophyll a-Spitze (µg/l) | 227  | 171  | 39    | 52   |
| Sichttiefe (m)              | 0,8  | 0,9  | 1,6   | 1,7  |
| * nur Oberflächenwasser     |      |      |       |      |

## Naturschutzgebiet
Der Zellersee ist Teil des 26 Hektar großen gleichnamigen Naturschutzgebiets, das sich in Nord-Süd-Richtung 1,25 Kilometer weit und von Ost nach West 0,47 Kilometer erstreckt.
Wesentlicher Schutzzweck sind die Erhaltung, Förderung und langfristige Verbesserung des natürlichen Stillgewässers Zellersee, seiner charakteristischen Verlandungszonen und der sich im Norden anschließenden Niederung der Kißlegger Ach mit ihren Streuwiesen. Das Schutzgebiet ist Lebensraum und Rückzugsgebiet einer artenreichen und gefährdeten Tier- und Pflanzenwelt.